# Фрич, Рюдигер фон
Рюдигер фон Фрич-Зеерхаузен (нем. Rüdiger von Fritsch; род. 28 декабря 1953, Зиген) — германский дипломат. Чрезвычайный и Полномочный Посол Федеративной Республики Германия в Российской Федерации (март 2014 — сентябрь 2019).

## Биография
Рюдигер фон Фрич в 1973 году получил аттестат зрелости по окончании школы-интерната «Замок Салем», после чего изучал историю и германистику в университетах Эрлангена и Бонна. Во время учёбы он получал стипендию Студенческого фонда народа Германии. В 1984 году поступил на дипломатическую службу и с 1986 по 1989 гг. работал референтом по политическим вопросам в посольстве Германии в Варшаве. В число его задач входило поддержание контактов с нелегальной в то время оппозицией. С 1989 по 1992 гг. он был референтом по вопросам прессы и культуры в посольстве Германии в Найроби. После работы в центральном аппарате МИД Германии (отдел прессы) и в представительстве Германии в ЕС в Брюсселе (1995—1999, представлял Германию в группе Античи и на переговорах о подготовке расширения ЕС на восток) с 1999 по 2004 гг. возглавлял отдел политического планирования Федерального президента. С 2004 по 2007 гг. фон Фрич был вице-президентом Федеральной разведывательной службы Германии.
С 2007 по 2010 гг. руководил департаментом экономики и устойчивого развития МИД Германии и был представителем германского шерпы на переговорах «Группы восьми». С июля 2010 по март 2014 года — посол Германии в Польше.
С марта 2014 по сентябрь 2019 года — Чрезвычайный и Полномочный Посол Федеративной Республики Германия в Российской Федерации. Закончил дипломатическую службу, находится в отставке.

## Документальная литература. Авторство
В 2009 году фон Фрич опубликовал книгу «Случай с Томом, или Побег из Германии в Германию» (нем. Die Sache mit Tom – eine Flucht in Deutschland), в которой рассказал о том, как в 1974 году он вместе со своим братом Буркхардом помог их двоюродному брату и его друзьям бежать из ГДР в Западную Германию. Ганс-Дитрих Геншер сказал об этой книге: «Мужественный поступок и впечатляющая книга, в высшей степени зримо оживляющая горькую действительность разделённой Германии». Историк Генрих Август Винклер писал: «Редко мне доводилось читать книгу, в которой настолько хорошо удалось вписать отдельный случай, и без того захватывающий, в масштабную историческую панораму».
В 2012 эта книга вышла на польском («Stempel do wolności. Ucieczka z Niemiec do Niemiec»), а в апреле 2015 г. основные части книги были опубликованы на русском языке под заголовком «Штемпель в свободный мир» в московском литературном журнале «Иностранная литература», номер 4/2015. В 2016 вышло издание на болгарском языке под заголовком «Печат към свободата. Бягство от Германия към Германия» («Печать свободы, или Бегство из Германии в Германию»).

## Частная жизнь
Рюдигер фон Фрич исповедует евангелическо-лютеранскую веру. Супруга — Хуберта, в девичестве Фрайин фон Гайсберг-Шёккинген. У супругов пятеро детей.
Брат — менеджер Вольфрам фон Фрич. Предки по отцу — Томас и Якоб Фридрих фон Фрич, двоюродный дед — Вернер фон Фрич. Среди его предков по материнской линии — депутат Думы и Государственного совета Розен, Ганс Фридрихович (прадед Рюдигера фон Фрича) и губернатор Лифляндской губернии Пауль барон фон Хан.

## Награды
- Орден Креста земли Марии 3 класса (2 ноября 2000 года, Эстония)[3]